# Koninklijke Nederlandse Stoomboot-Maatschappij
De Koninklijke Nederlands(ch)e Stoomboot-Maatschappij (KNSM) was een in Amsterdam gevestigde Nederlandse rederij die heeft bestaan van 1856 tot 1981. De rederij was de grootste in Amsterdam en landelijk bezette zij altijd een plaats in de top vijf van zeerederijen. De nadruk van het bedrijf lag op middelgrote vrachtschepen, vaak met een beperkte passagiersaccommodatie. Op haar hoogtepunt in 1956 bezat de rederij honderd zeeschepen en had daarnaast tientallen schepen in charter. In 1963 telde het bedrijf 6.254 medewerkers. In 1981 sloot de KNSM zich aan bij Nedlloyd. Op het naar haar genoemde KNSM-eiland herinneren een tiental gebouwen, enkele gedenktekens en diverse namen aan haar aanwezigheid. Het in het oog springende (laatste) hoofdkantoor aan de Prins Hendrikkade heet nog steeds het Scheepvaarthuis.

## Geschiedenis

### Oprichting; eerste decennia op Kattenburg
De KNSM werd opgericht op 1 oktober 1856 door C.W.J. Ramann, C.A. von Hemert en M.H. Insinger. De voornaamste initiatiefnemer, de Duitse koffiehandelaar Wilhelm Ramann (1831-1907), had twee jaar eerder al een rederij opgericht, de Harburger Stoomvaart Maatschappij. Met de oprichting van de KNSM beoogde hij de achterstand die Amsterdam als scheepvaartstad had opgelopen weer in te halen. Een adres aan koning Willem III leverde prompt het predicaat 'koninklijk' op. De onderneming beschikte over een startkapitaal van 2 miljoen gulden, uitgegeven in aandelen. In de zomer van 1856, nog voor de notariële oprichting, werd 'proefgedraaid' op de lijnen Amsterdam-Göteborg-Kopenhagen-Sint-Petersburg, Amsterdam-Le Havre,Bordeaux en Amsterdam-Koningsbergen. De eerste vrachtvaart werd uitgevoerd door gehuurde schepen, het Engelse stoomschip Auguste Louise en de raderstoomboot West Friesland. Het eerste schip in eigendom was de Ondine (voorheen Nina), met 300 ton laadvermogen, een topsnelheid van 11 knopen en accommodatie voor 30 passagiers. In eerste instantie beperkten de diensten zich tot de vaart op Rusland en Frankrijk, waarna al snel de andere havens aan de Oostzee volgden.
De KNSM stond in financiële kring bekend als de "koninklijke boot"; zeelui spraken van de "roggebroodmaatschappij", naar de schoorsteenkleuren van de schepen (zwart met twee witte banden; "twee sneetjes wit en de rest rogge"), tevens sarcastisch bedoeld vanwege de soms karige lonen. In de begintijd hadden de stoomschepen nog masten en zeilen, voor het geval de motor uitviel en ook om brandstof uit te sparen bij gunstige wind. Aan de grote mast wapperde de "kroonvlag" van de maatschappij: een koningskroon op een witte ruit binnen een donkerblauw vlak. De meeste schepen waren herkenbaar aan hun aan de Griekse en Romeinse mythologie ontleende namen.
Het etablissement was aanvankelijk gevestigd aan de "Hullsche steiger" aan de zuidzijde van het Oosterdok, iets ten westen van de huidige IJ-tunnelingang. Waarschijnlijk breidde het bedrijf later uit naar de noordoever van de Nieuwe Vaart, "op Kattenburg". Mogelijk werd het Oosterdok op een bepaald moment verlaten. Op een reclameprent uit 1876 wordt de Nieuwe Vaart afgebeeld. Foto's van KNSM-schepen van Jacob Olie uit de jaren 1890 tonen eveneens de Nieuwe Vaart, niet het Oosterdok.
De KNSM speelde een stimulerende rol bij de totstandkoming van het Noordzeekanaal (1865-1876). Daarbij schuwde men niet het dreigement om uit Amsterdam te vertrekken, indien de gemeente geen haast zou maken met het verstrekken van de benodigde gelden. In 1865 werd de Rotterdamsche Stoomboot Reederij "De Maas" aangekocht, een belangrijke concurrent op de vaart naar Marseille. Vanaf 1872 nam de KNSM deel aan de 'Keulse Vaart'. In 1874 was de maatschappij betrokken bij de oprichting van de Stoomvaart Maatschappij Zeeland voor de exploitatie van een veerdienst tussen Vlissingen en Engeland. Men nam een belangrijk aandeel in het bedrijf, verkreeg de directie, maar trok zich in 1876 alweer terug. In dezelfde periode deed de KNSM een poging voet aan de grond te krijgen in de VS. De Amerikavaart werd echter een grote mislukking (onder andere door de Grote Depressie van 1873-1896) en kostte de maatschappij veel geld. In de jaren daarna raakte de directie veel van het oorspronkelijk elan kwijt; in 1893 telde de vloot evenveel schepen (23) als in 1872.

### Verhuizing naar KNSM-eiland; bloeitijd
Kort voor de eeuwwisseling keerde de dynamiek terug. Twee jonge directeuren, Ernst Heldring (1871-1954) en Paul den Tex (1871-1958), wilden de KNSM laten groeien en daarvoor was aan de Nieuwe Vaart geen ruimte. Die ruimte was wel beschikbaar op het pas aangelegde KNSM-eiland, toen nog IJ-eiland geheten. Het IJ-eiland, dat behalve het KNSM-eiland het Java-eiland omvatte, was vanaf 1890 ontstaan, eerst als stormkering voor de schepen op de Oostelijke Handelskade, later als dumpplaats voor slib, afkomstig van graafwerkzaamheden aan het Noordzeekanaal. In 1901 werd met de gemeente Amsterdam overeenstemming bereikt over de huur van de IJkade. Op 4 juni 1903 verhuisde het laad- en losbedrijf naar de nieuwe kade in het Oostelijk Havengebied.
Aan de zuidelijke IJkade (vanaf 1914 Levantkade) verrezen dienstwoningen, administratiegebouwen en langgerekte loodsen. Die laatste waren van west naar oost genummerd 1 t/m 3. Iets later volgde de inrichting van de noordkade (Surinamekade), waar de nummering van de loodsen 4, 5 en 6 van oost naar west verliep. Aan het oostelijk deel van de Levantkade was de in 1903 opgerichte Nieuwe Rijnvaart Maatschappij (NRM) gevestigd, een dochteronderneming van de KNSM. Het gebouw dateert waarschijnlijk uit 1916. Het directiekantoor van de KNSM was tot 1916 aan de Prins Hendrikkade 161 gevestigd, pal tegenover de Hullsche steiger in het Oosterdok. Daarna zetelde de KNSM, samen met vijf andere Amsterdamse rederijen, in het nieuw gebouwde Scheepvaarthuis, een paar honderd meer verderop aan de Prins Hendrikkade. Van 1970 tot 1981 waren alleen de KNSM en haar dochtermaatschappij NRM hier gevestigd.
In het begin van de twintigste eeuw nam de concurrentie van Duitse scheepvaartmaatschappijen sterk toe. Nederlandse reders, waaronder de KNSM, trachtten zich daartegen te beschermen door samen te werken in de Nationale Stoomboot Maatschappij (NSM), onder meer door het delen van lading. In 1912 nam de KNSM de op het Java-eiland gevestigde Koninklijke West-Indische Maildienst (KWIM) over. Deze maatschappij stond bekend om haar 'fruitschepen', schepen speciaal ingericht met koelruimen, waarmee wekelijks 28.000 trossen bananen vervoerd konden worden, voornamelijk uit Suriname. Na de fusie was de KNSM de grootste scheepvaartmaatschappij van Nederland.
Tijdens de Eerste Wereldoorlog verloor de maatschappij twaalf schepen, maar profiteerde tegelijkertijd van de wereldwijde schaarste aan scheepsruimte. Aan het begin van de crisis van de jaren 1930 leed de KNSM miljoenenverliezen en moest noodgedwongen schepen verkopen. In 1937 was de vloot weer op oude sterkte en groeide daarna zelfs door naar circa tachtig zeeschepen. Daarnaast werd de vloot aangevuld met van derden gehuurde (charter)schepen.

### Tweede Wereldoorlog
Op 17 november 1939 verliet het KNSM-vracht-passagiersschip Simon Bolivar Amsterdam op weg naar Engeland. Onder de passagiers bevonden zich 45 joodse vluchtelingen en 34 kinderen jonger dan 12 jaar. Vlak bij Harwich vond er een explosie plaats in een laadruimte aan stuurboordzijde en tien minuten later volgde een tweede explosie aan bakboord. Het schip zonk snel. Van de 398 opvarenden vonden er 80 de dood. Volgens de officiële verklaring achteraf zonk het schip door ontploffing van twee magnetische mijnen. De route die de Bolivar volgde stond echter bekend als mijnenvrij. De ramp werd wereldnieuws. Het was de eerste scheepsramp waarbij Nederlandse burgers door Duitse oorlogsdaden omkwamen.
Eveneens van de KNSM was de Bodegraven, het laatste schip dat na de Duitse inval op 14 mei 1940 de haven van IJmuiden verliet. Aan boord was de belangrijke joodse kunsthandelaar Jacques Goudstikker met zijn gezin. Goudstikker had een ongeluk; hij viel in een ruim en overleed. Ook aan boord waren 73 joodse vluchtelingenkinderen uit Duitsland, grotendeels afkomstig uit het Burgerweeshuis in Amsterdam. Zij stonden onder toezicht van de organisatrice van de kindertransporten, Truus Wijsmuller-Meijer, die hen in een bus ophaalde en na enige moeilijkheden op het schip kon krijgen. Onderweg van Durban naar Engeland, werd het schip op 2 juli 1943 op de Atlantische Oceaan getorpedeerd door een Duitse U-boot (U 547), waarbij zes passagiers en drie opvarenden omkwamen en het schip verloren ging.
Tijdens de Tweede Wereldoorlog verbleef de directie van KNSM in Londen, waar het kantoor in 1941 getroffen werd door een bom. Een deel van de vloot werd, op verzoek van de geallieerden, ingezet voor onder andere bevoorrading. In 1943 waren KNSM-schepen betrokken bij de landing op Sicilië. Een ander deel van de vloot was vrijgesteld en onderhield diensten in Zuid- en Noord-Amerika. In totaal verloor de KNSM 48 schepen, meer dan de helft van de vloot. Daarbij kwamen 230 bemanningsleden om het leven door oorlogshandelingen. Zeventien anderen overleden als indirect gevolg van de oorlog. Op het KNSM-eiland, dat meerdere malen door bombardementen werd getroffen, was de schade groot. Alle havenkranen waren verwoest. Van de loodsen die nog overeind stonden, werden er enkele ingericht als  interneringskamp voor NSB'ers en andere collaborateurs, het Interneringskamp Levantkade.

### Naoorlogs herstel; overnames en deelnames
Na de oorlog volgde onder de directeuren P. Dijkstra, jhr. H. van Lennep, W.H. Kruyff en J.P. Kruseman een grootscheepse hersteloperatie, gevolgd door een hernieuwde uitbreiding. In tien jaar tijd werd de vloot uitgebreid van 45 naar honderd schepen. De KNSM bevoer vooral de Middellandse Zee, Europa, Zuid-, Noord- en Centraal-Amerika en het Caribisch gebied. In 1946 werd de Nieuwe Kustvaart Maatschappij opgericht, een volledige dochter. Ook het kadebedrijf werd vernieuwd, onder meer door de introductie van vorkheftrucks en mobiele kranen, waardoor kades en loodsen moesten worden aangepast. In de naoorlogse jaren nam het belang van de cruisevaart, onder andere naar de Caraïben, sterk toe. Een nieuwe aankomst- en vertrekhal (de Kompaszaal in Loods 6) maakte het reizen per KNSM-schip een stuk aantrekkelijker. In de tijd dat Suriname en de Nederlandse Antillen kolonies van Nederland waren, reisden duizenden militairen, alsmede bestuurders, zakenlieden en toeristen per KNSM-schip vanaf de Surinamekade naar deze bestemmingen. In 1972 kwam een einde aan het vervoer per schip van de TRIS-militairen, waarna de laatste passagiersschepen, de Prins der Nederlanden en de Oranje Nassau, werden verkocht.

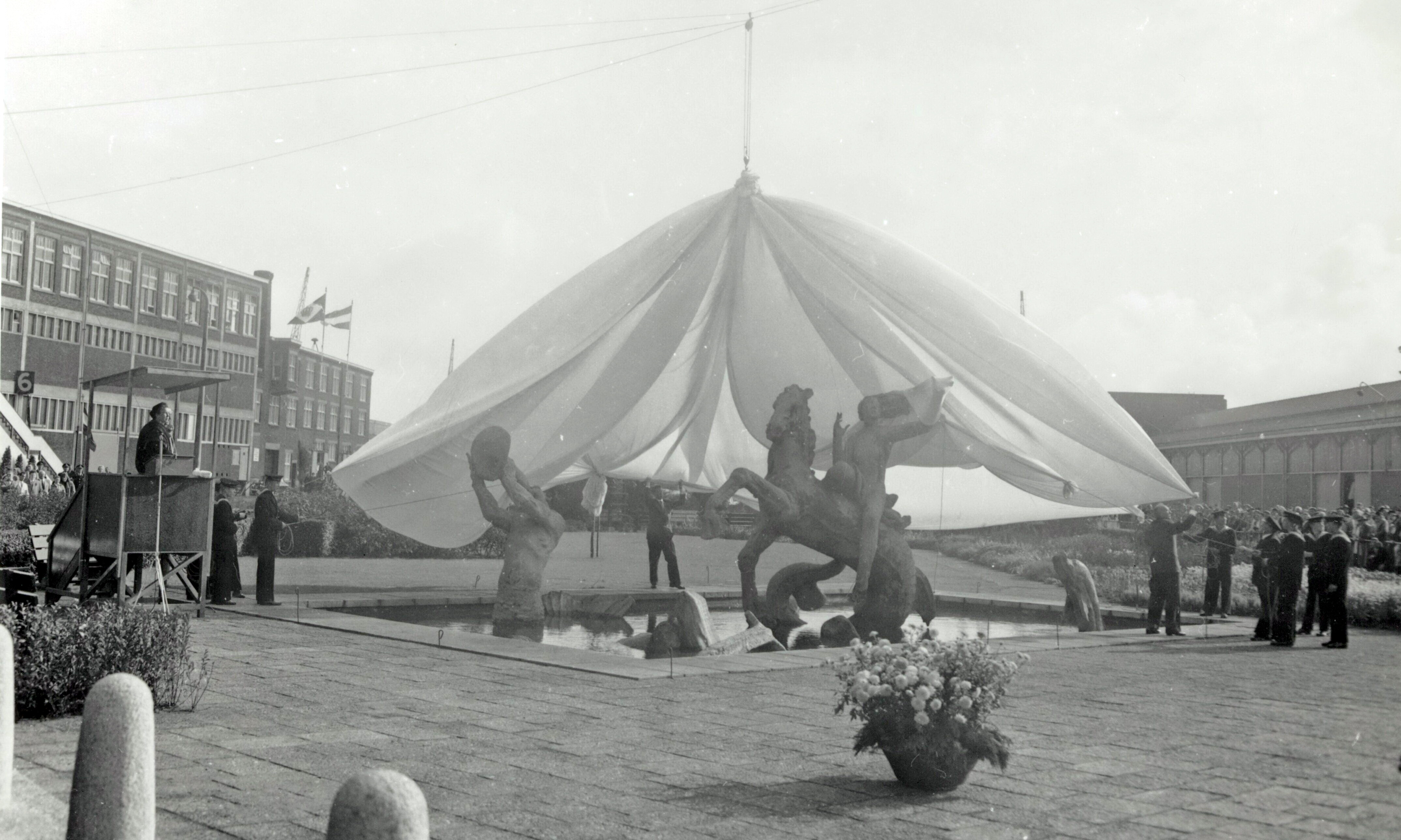
Onthulling van Amphitrite, onderdeel van de viering van het 100-jarig bestaan van de KNSM, 1 oktober 1956

De uitbreiding van de vloot tot honderd en de oplevering van de Kompaszaal in 1956 vielen samen met het eeuwfeest van de maatschappij, dat groots gevierd werd met onder andere een tentoonstelling in Arti et Amicitiae, diners en ontvangsten in De Groote Club, Hotel de l'Europe en het Muiderslot, een reeks van tien personeelsfeesten in Hotel Krasnapolsky en de onthulling van de beeldengroep Amphitrite in het Mien Ruysplantsoen. Het kunstwerk, bekostigd door het personeel en oud-KNSM'ers verenigd in de Kroonvaarders, staat symbool voor de grote eensgezindheid die binnen het bedrijf bestond, de "KNSM-familie".
Vanaf 1951 werkte de KNSM nauw samen met twee Latijns-Amerikaanse scheepvaartondernemingen: Flota Mercante Grancolombiana (FMG) en Compania Anonima Venezolana de Navegacion (CAVN). In de jaren 1960 en 1970 trachtte de KNSM haar werkterrein te verbreden door deelnames in onder andere Rederi AB Götha, de Tor Line, Belgian Fruit Lines, Transavia Holland, Compañía Trasatlántica Española en het zwaartransportbedrijf Mammoet. In 1970 werden van Internatio-Muller de Koninklijke Hollandsche Lloyd (KHL) en de meeste schepen en lijndiensten van Wm.H. Müller & Co overgenomen. In 1974 nam de KNSM enkele lijnen over van de geliquideerde Hollandse Stoomboot Maatschappij (HSM). In 1976 werd KNSM partner in de Caribbean Overseas Container Line (CAROL) met het containerschip Hollandia.

### Naar het einde

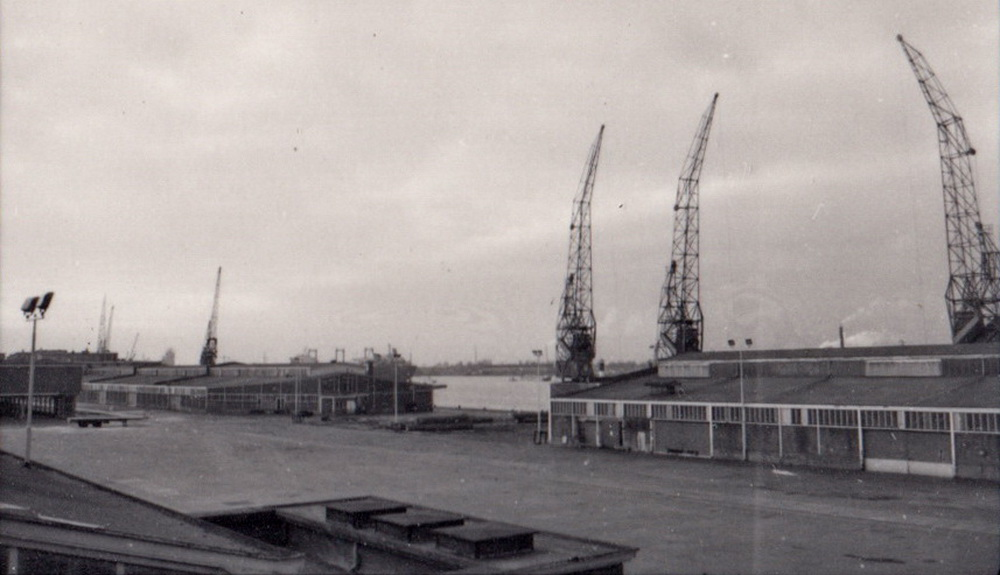
Het KNSM-eiland gezien vanaf het kraakpand Levantkade 10 in 1983. Links op de voorgrond de later afgebroken KNSM-loods 2. Op de achtergrond de eveneens afgebroken loodsen 4 en 5, en de op één na gesloopte havenkranen aan de Surinamekade

Na 1965 liep het personeelsbestand, toen nog ruim boven de 6.000, snel terug, onder meer door modernisering van het laden en lossen, maar ook door grotere concurrentie, zowel bij het vracht- als passagiersvervoer. Door de opkomst van het containervervoer verplaatste een deel van de activiteiten zich naar de Container Terminal Amsterdam (CTA), een in 1966 opgerichte dochtermaatschappij van de KNSM, aan de Westhaven in het Westelijk Havengebied. Daarna werden de etablissementen op het KNSM-eiland aangeduid als de 'Oost-terminal' en die in de Westhaven als de 'West-terminal'.
In het Rapport Oyevaar uit 1968 werd gesteld dat de Nederlandse scheepvaart geen toekomst had zonder verregaande samenwerking. In 1970 ging de KNSM, als grootste Amsterdamse rederij, niet mee met de scheepvaartfusie, waarbij de Nederlandsche Scheepvaart Unie (later Koninklijke Nedlloyd) ontstond. De maatschappij zag meer in internationale expansie en samenwerking. Vanaf 1972 was de rederij bekend onder de naam KNSM BV, onderdeel van de moedermaatschappij KNSM Group NV. Ondanks voortdurende herstructureringen redde de KNSM het niet als zelfstandige scheepvaartmaatschappij. De vloot en het aantal personeelsleden krompen in de jaren 1970 fors in. Op 1 juni 1979 werden terrein en opstallen op het KNSM-eiland verkocht aan de Gemeente Amsterdam. Nadat half 1980 nog het containerschip Zeelandia werd opgeleverd, begonnen enkele maanden later de besprekingen met Nedlloyd over een mogelijke fusie. Op 23 februari 1981 kreeg de overname zijn formele beslag, waarmee er na 125 jaar een einde kwam aan deze Amsterdamse rederij.

## Nalatenschap, erfgoed

### Gebouwen

#### Bedrijfsgebouwen
Van de gebouwen van KNSM op het KNSM-eiland is nog vrij veel bewaard gebleven. De meeste panden zijn omstreeks 1990 verbouwd tot woongebouwen. Loods 6 (met kraan 2868) en het kantinegebouw zijn gemeentelijke monumenten. Hier volgt een opsomming:
- Loods 6, een van de oorspronkelijk zes KNSM-loodsen op het eiland, dateert uit 1922 en is in zijn geheel, hoewel sterk verbouwd, bewaard gebleven. Het is nu een atelier- en bedrijfsverzamelgebouw en biedt tevens onderdak aan winkels, een galerie en een kunstuitleen. De grote bagagehal wordt soms gebruikt voor exposities. De entreehal, het trappenhuis en de op de eerste verdieping gelegen Kompaszaal zijn goed bewaard gebleven voorbeelden van architectuur en inrichting uit de jaren 1950.
- Messinastraat 2-36 & KNSM-laan 313-325, het voormalige douanegebouw, dateert mogelijk uit 1956, toen Loods 6 werd verbouwd tot aankomst- en vertrekaccommodatie. Het douanegebouw was met luchtbruggen verbonden met Loods 6. Het is omstreeks 1990 verbouwd tot woonwerkgebouw.
- Levantkade 1-5, de zogenaamde "kapiteinswoningen", zijn de woonhuizen van de toezichthouders op het havenbedrijf van de KNSM, in de volksmond "walkapiteins" genoemd.[31] De drie huizen zijn in 1903 ontworpen door J.G. & A.D. van Gendt (gebroeders Van Gendt) en zijn omstreeks 1990 gerenoveerd door CASA Architecten.[32]
- Levantkade 7-19, ook wel "dokterswoningen" genoemd, is het voormalige pand van de medische dienst van de KNSM, omstreeks 1906 ontworpen door de gebroeders Van Gendt. Als kraakpand stond het vanaf 1980, samen met het aangrenzende pand Levantkade 21-43, bekend als "Levantkade 6". In 1991 is het in opdracht van woningbouwvereniging Onze Woning verbouwd door Villanova architecten.[32][33]
- Levantkade 21-43 is een voormalig kantoorpand van de KNSM, onder andere aanmonsterlokaal.[noot 7] Het heeft dezelfde bouw- en krakersgeschiedenis als het naastgelegen pand (nr. 7-19) en is eveneens in 1991 verbouwd door Villanova in opdracht van Onze Woning.[32][33]
- Levantkade 45, ofwel "Botenloods", is een restant van overslagloods nr. 1 van de KNSM, vermoedelijk uit 1906. De loods wordt sinds ca. 1990 beheerd door Stichting Botenloods De Levant, die zich ten doel stelt klassieke schepen te bouwen en restaureren.[32]
- Levantkade 151-165 is een voormalig administratie- en aanmonstergebouw van de KNSM uit 1919. Het pand werd in 1980 gekraakt en stond destijds bekend als "Levantkade 8". In 1991 is het verbouwd door Friso ten Holt in opdracht van woningbouwvereniging Het Westen. Bijzonder is dat het grote woonblok Pireaus eromheen gebouwd is.[32][34]
- De voormalige KNSM-kantine aan het Levantplein dateert uit 1961 en is gebouwd op betonnen kolommen. Het gebouw werd door het gemeentelijk grondbedrijf voor het symbolische bedrag van één gulden verkocht aan de kunstenaars die het pand in 1980 in gebruik hadden genomen ("Edelweiss").
- Het pand Levantkade 265-271 & KNSM-laan 756-810 is het voormalige kantoorpand van de Nieuwe Rijnvaart Maatschappij (NRM), een dochter van de KNSM. Het pand dateert vermoedelijk uit 1916. Vanaf 1980 stond het bekend als kraakpand "Levantkade 10". In 1993 werd het verbouwd door CASA architecten in opdracht van woningbouwvereniging Het Oosten.[35]

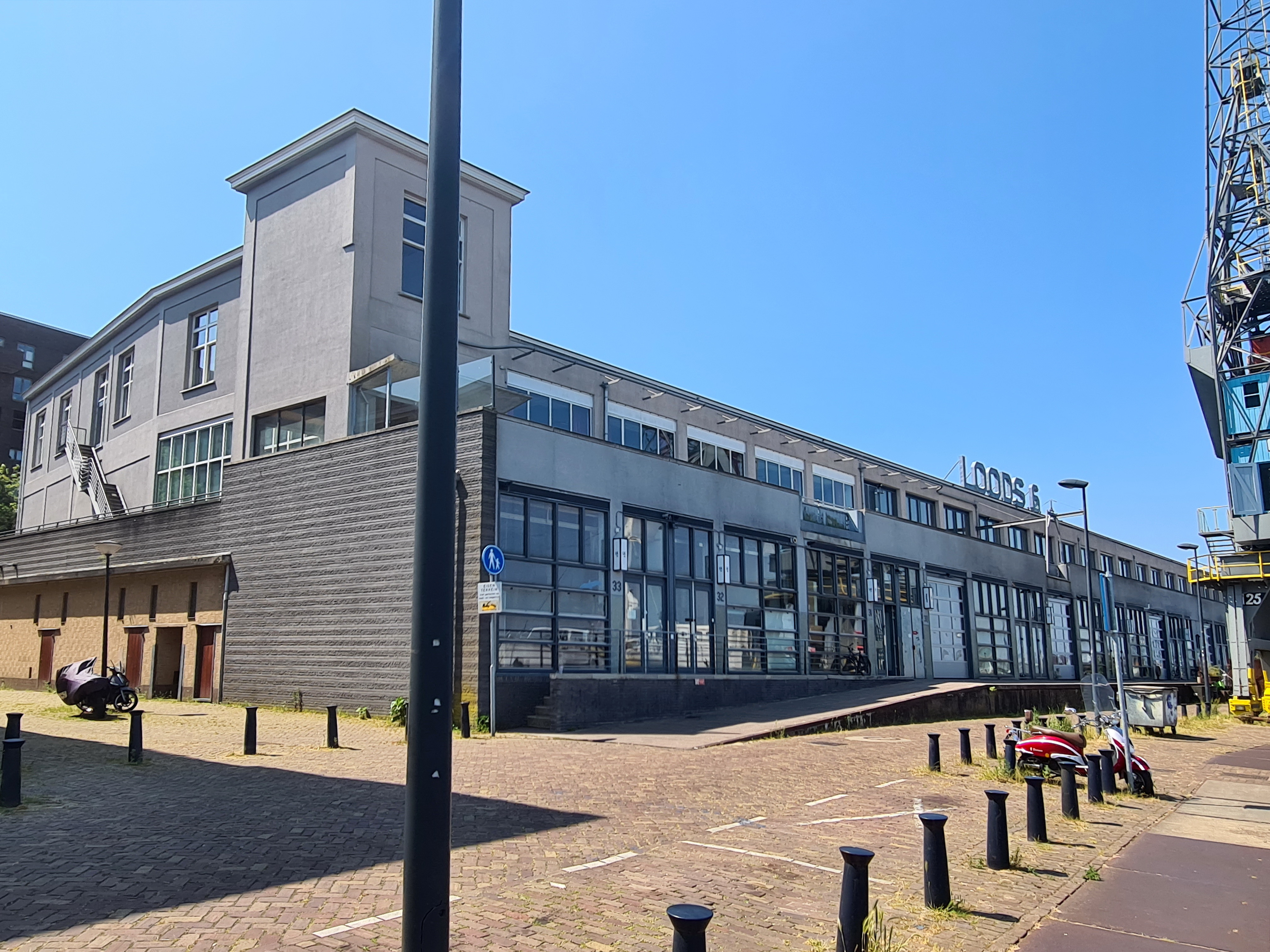
Loods 6, gezien vanaf de Surinamekade
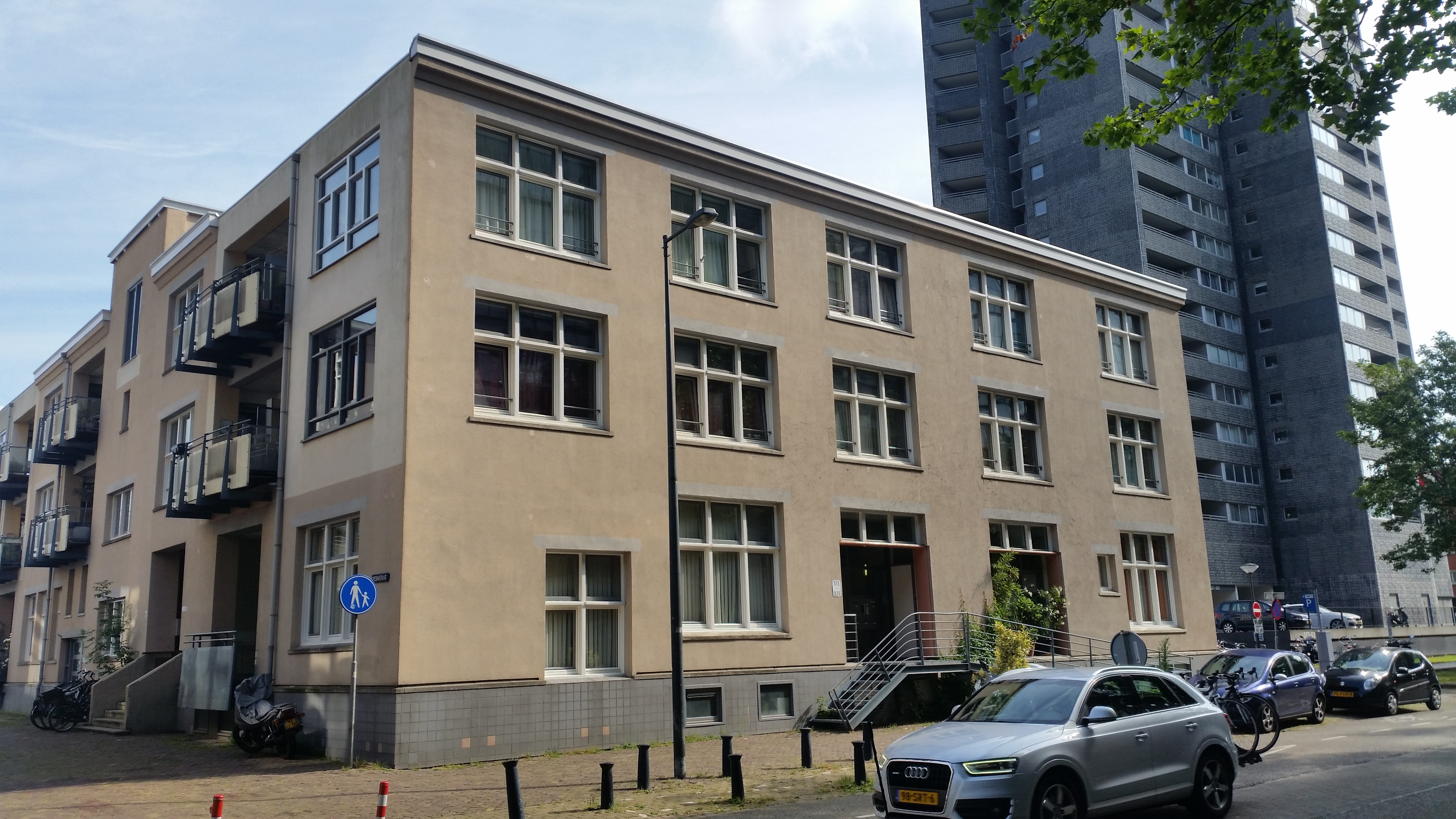
Messinastraat 2-38, KNSM-laan 313-325 ("douanegebouw")
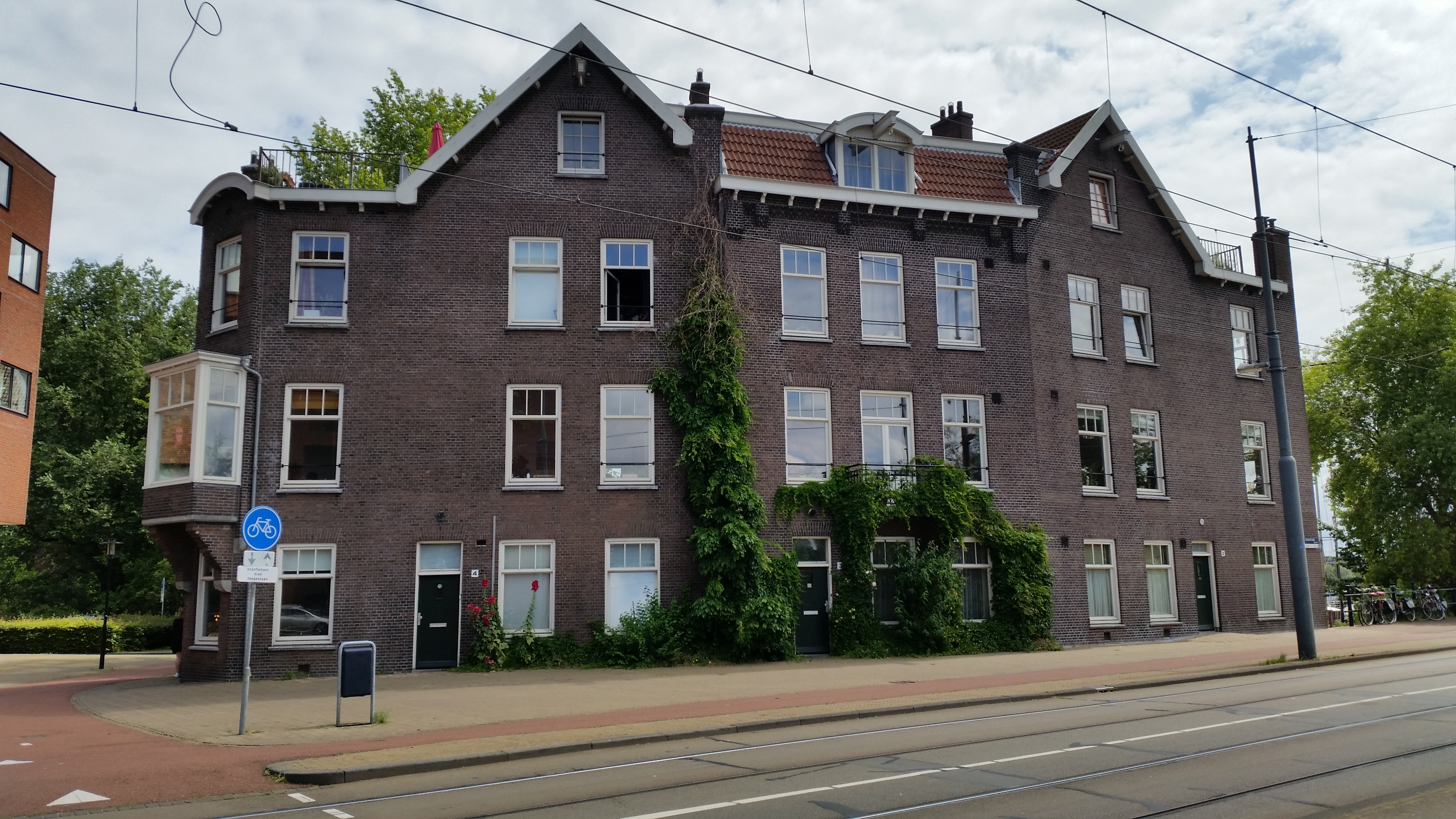
Levantkade 1-5 ("kapiteinswoningen")
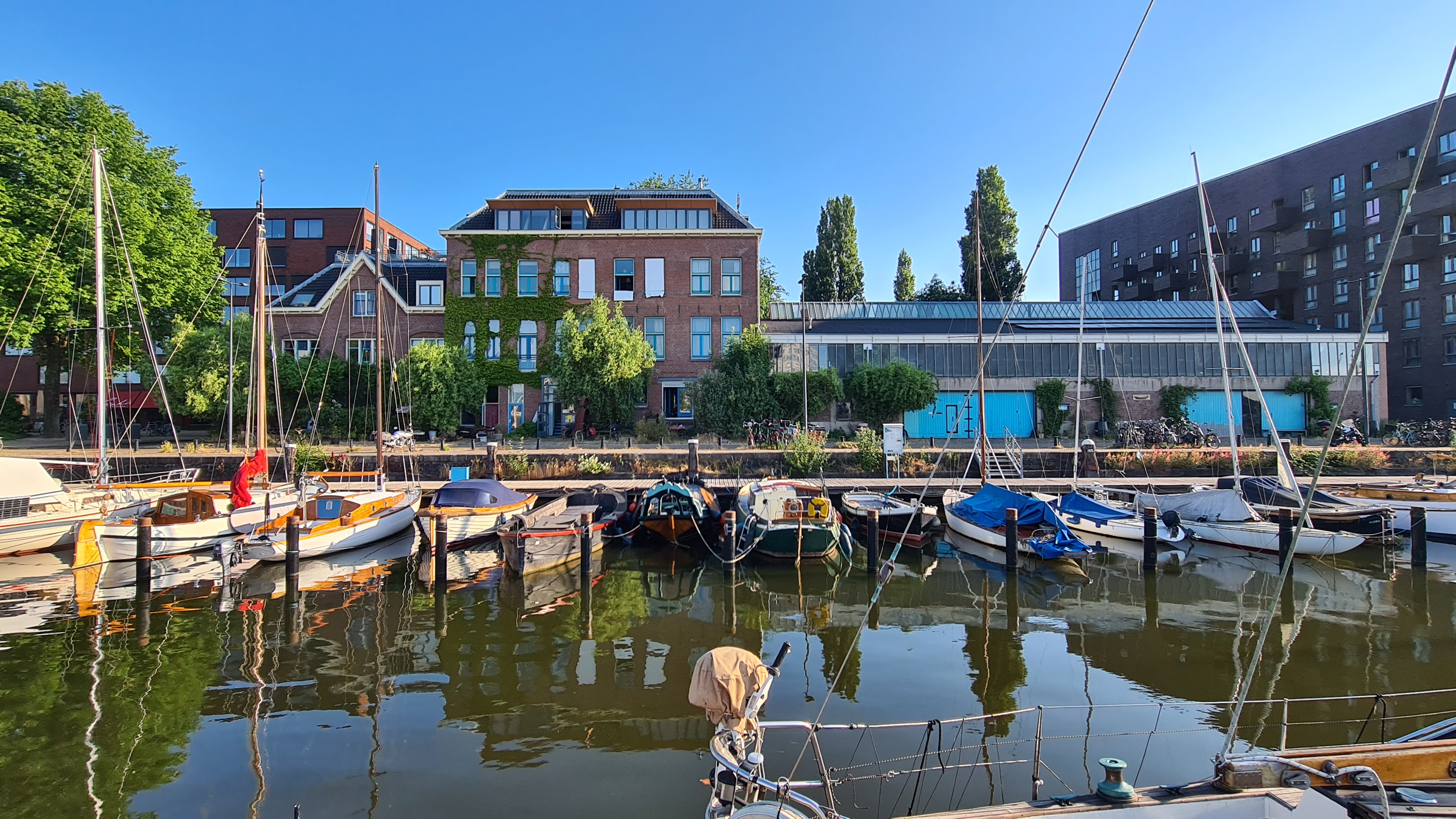
Levantkade 7-45 ("Levantkade 6" & "botenloods")
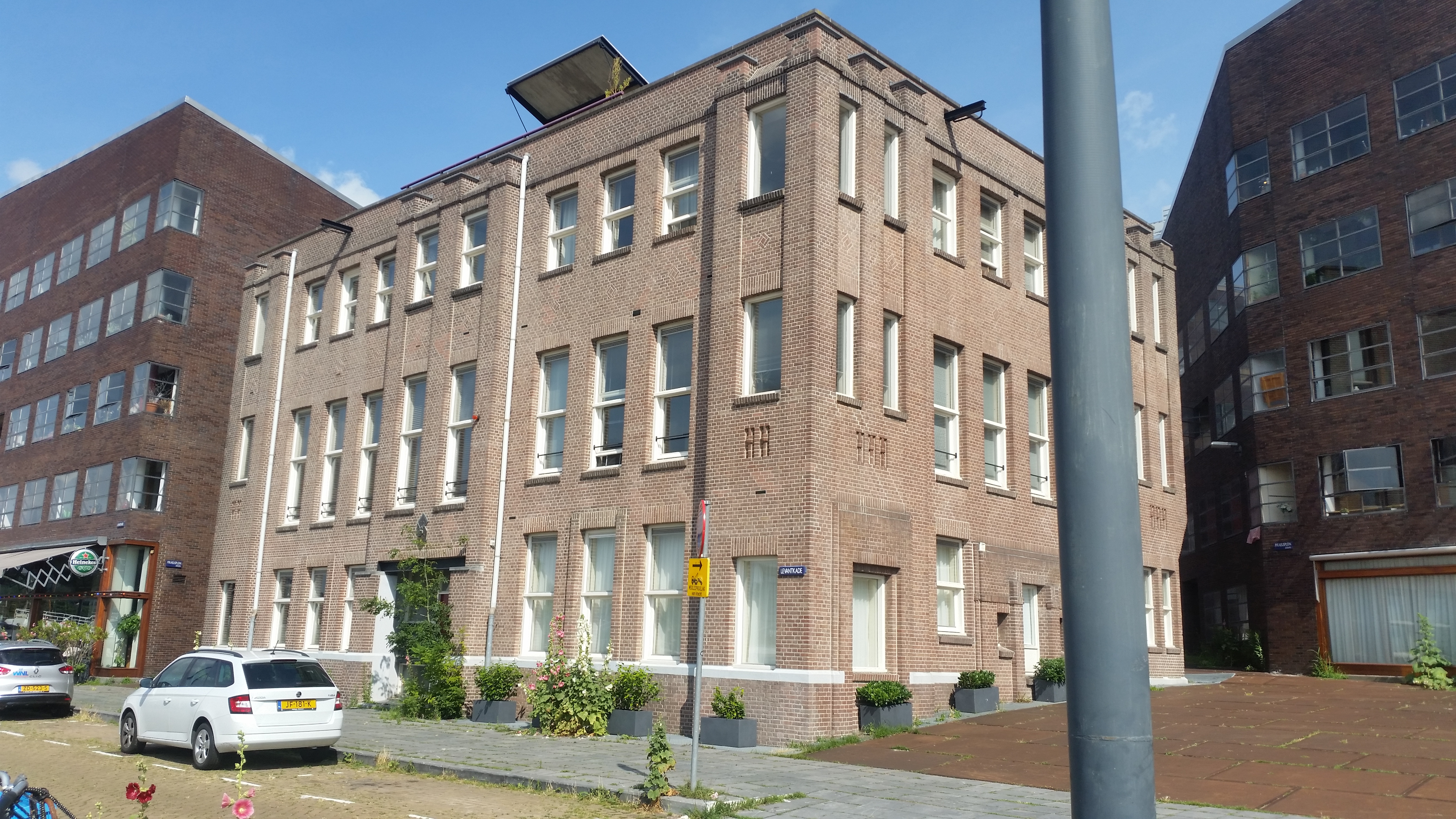
Levantkade 151-165 ("Levantkade 8")
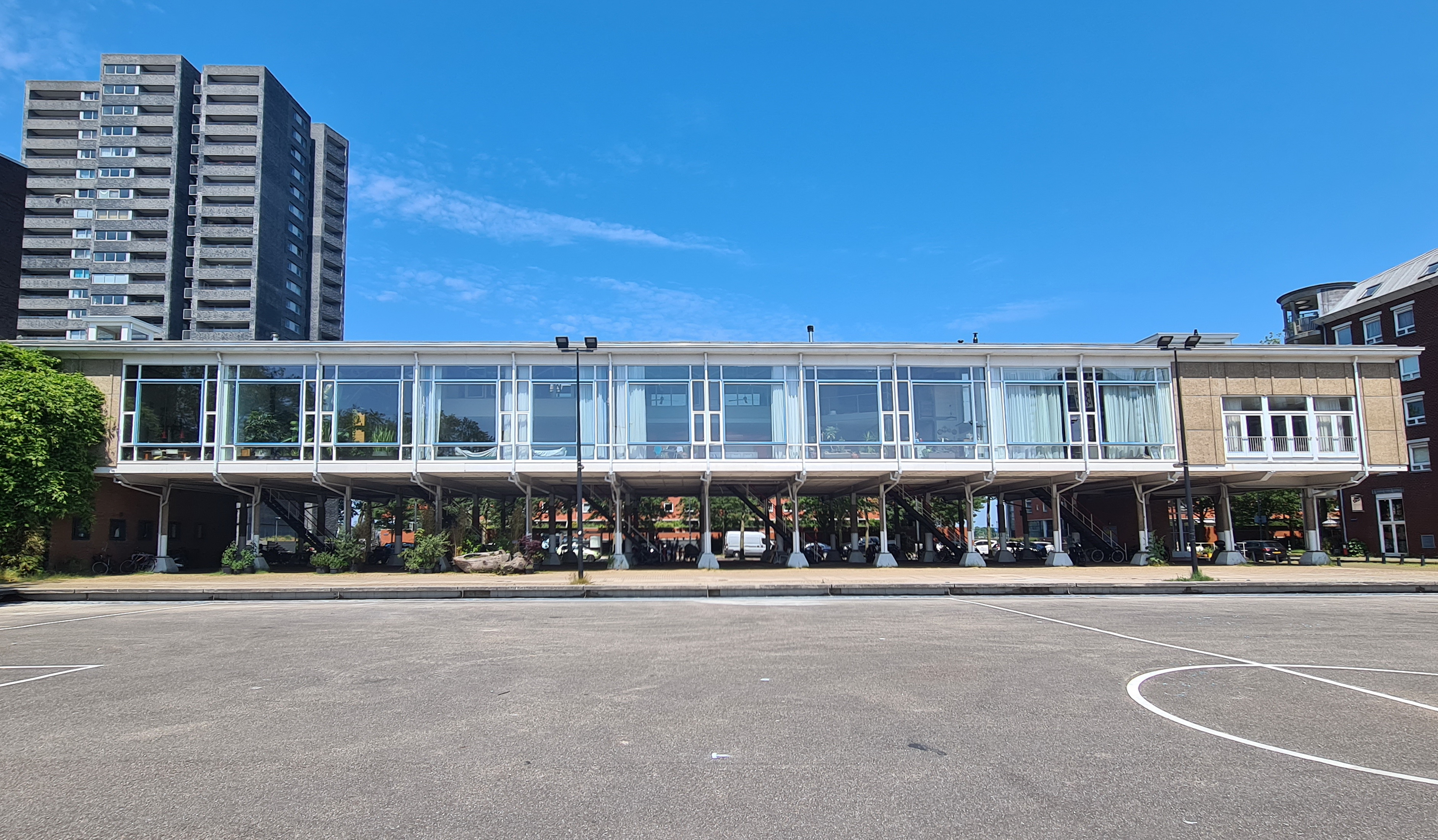
Kantinegebouw ("Edelweiss"), gezien vanaf het Levantplein
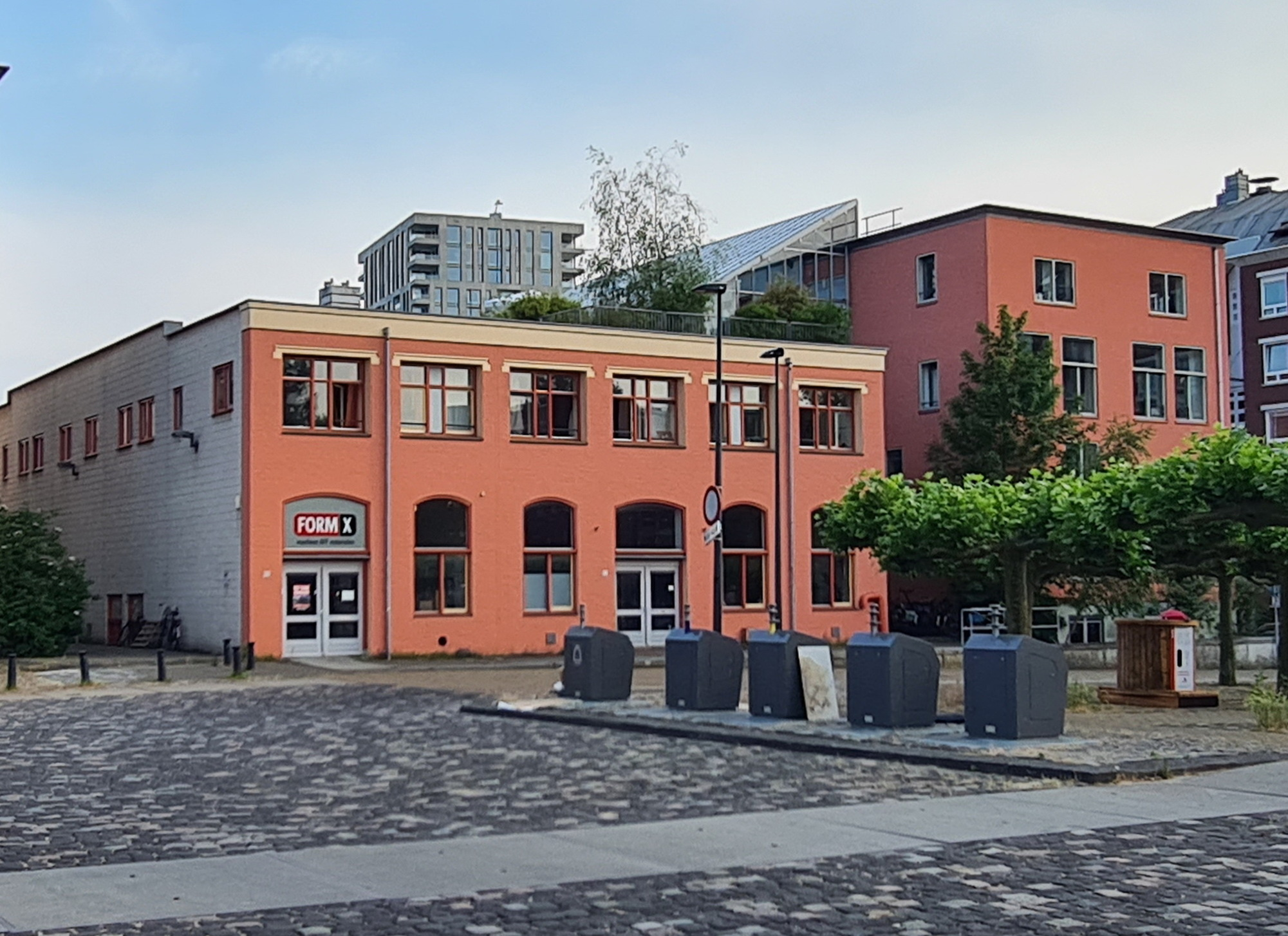
KNSM-laan 756-810 (NRM-kantoor, later "Levantkade 10")
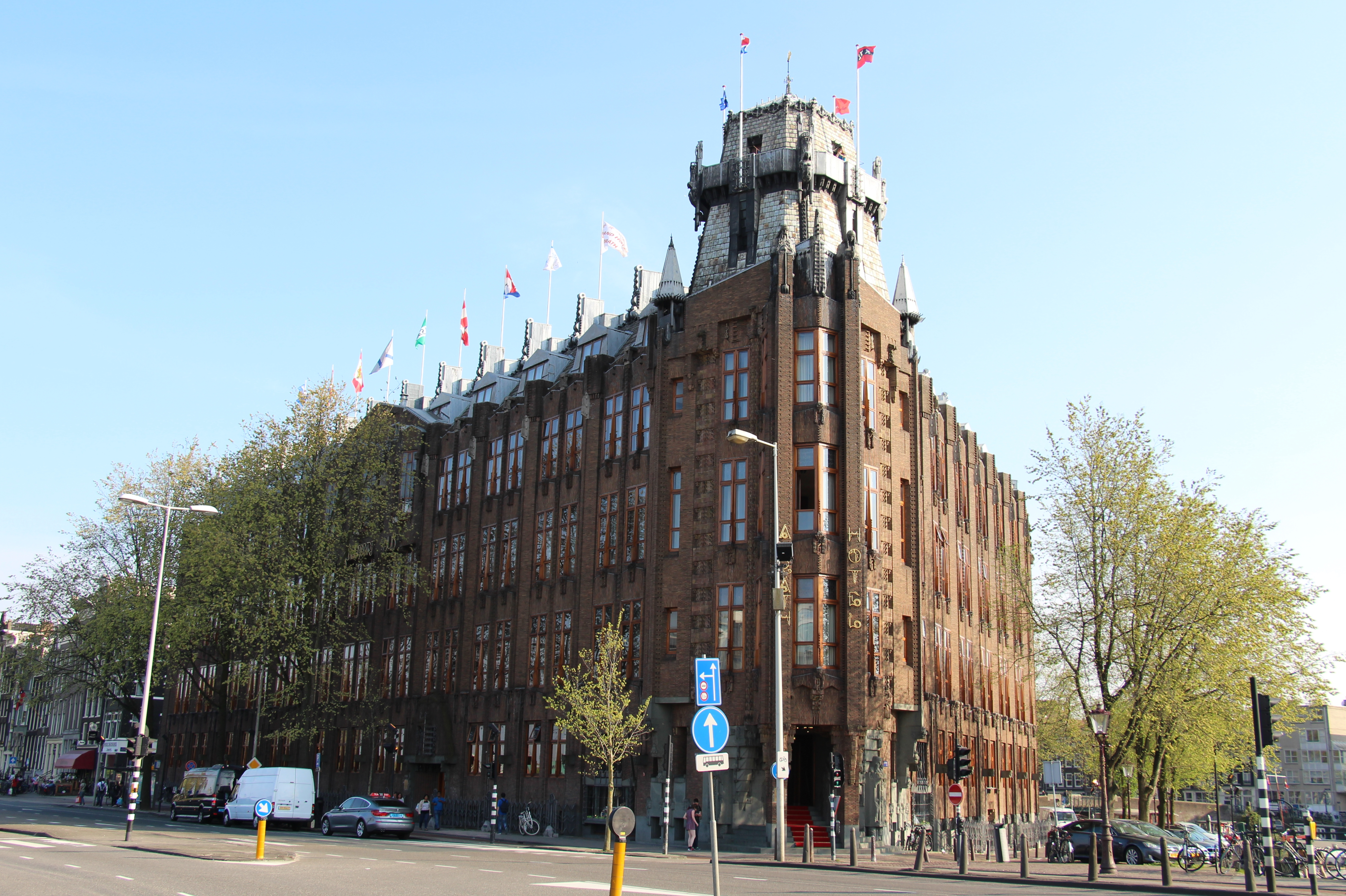
Scheepvaarthuis, gezien vanaf de Prins Hendrikkade

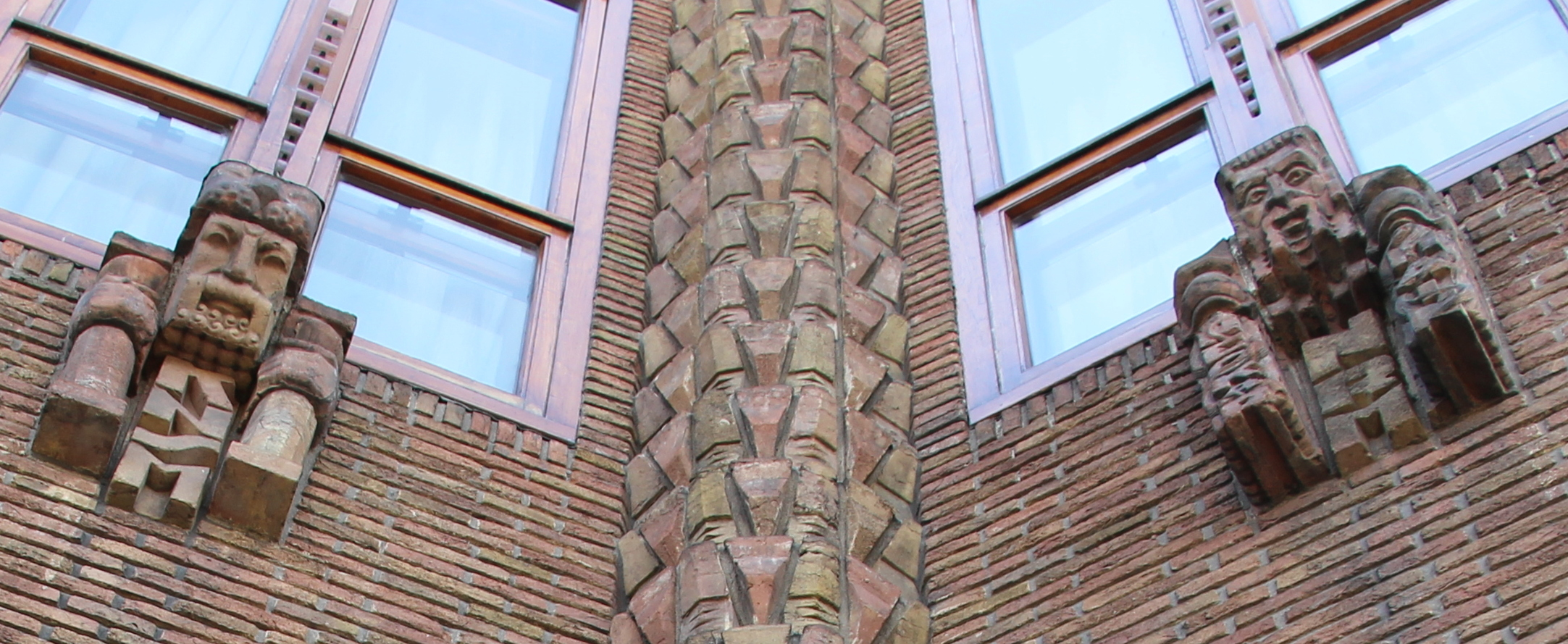
Allegorische voorstellingen van rederijen aan de gevel van het Scheepvaarthuis. Links de KNSM; rechts de NRM

Wellicht het opvallendste monument dat herinnert aan de KNSM (en andere Amsterdamse rederijen) is het Scheepvaarthuis op de hoek van de Prins Hendrikkade en de Binnenkant in het centrum van Amsterdam. Het gebouw kwam tot stand tussen 1913 en 1916 in een stijl die het midden houdt tussen art nouveau en art deco, en gezien wordt als een voorbode van de Amsterdamse School. De architecten waren Johan Godart & Adolf Daniël Nicolaas van Gendt, Jo van der Mey, Michel de Klerk en Piet Kramer. Bijzonder zijn de gevelsculpturen van Hildo Krop, waaronder allegorische voorstellingen van de zes rederijen die gebruik maakten van het gebouw. De gebeeldhouwde voorstelling van de KNSM stelt Hercules voor, die de naar hem genoemde Zuilen van Hercules omklemt, een oude aanduiding van de Straat van Gibraltar, de zee-engte tussen de Middellandse Zee en de Atlantische Oceaan. Na het vertrek van de scheepvaartmaatschappijen in 1979 was in het gebouw enige tijd het Gemeentevervoerbedrijf van Amsterdam gevestigd (1983-2004). Sinds 2007 is er, na een grondige opknapbeurt, een hotel gevestigd, het Grand Hotel Amrâth Amsterdam. Het gebouw is sinds 1974 een rijksmonument.
Ook het eerste directiekantoor van de KNSM aan de Prins Hendrikkade 161 is bewaard gebleven, maar er is niets dat herinnert aan die periode. Het betreft een woonhuis uit de tweede helft van de achttiende eeuw met een negentiende-eeuwse lijstgevel. Ook dit gebouw is een rijksmonument.
Het is niet bekend of er iets bewaard is gebleven van de kantoren en loodsen van de KNSM in Rotterdam (Bredestraat?), Paramaribo, Willemstad, Brooklyn-New York en eventuele andere havensteden.

#### Woningbouw

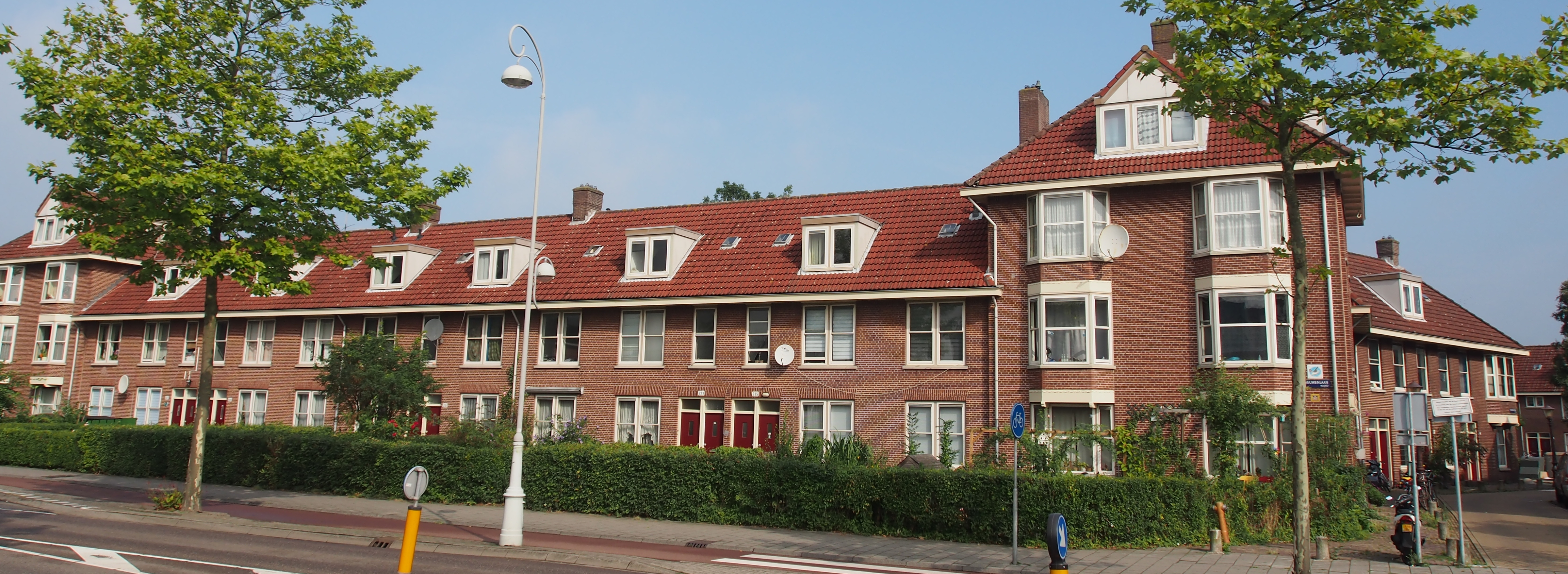
Volkswoningbouw aan de Meeuwenlaan

Als onderdeel van haar maatschappelijke betrokkenheid, hield de KNSM zich ook met (volks)woningbouw bezig. Naast de hierboven genoemde "kapiteinswoningen" op het KNSM-eiland, ging het met name om huizen voor middenkaderpersoneel aan de Oostelijke Handelskade en arbeiderswoningen in de Vogelbuurt in Amsterdam-Noord. Het eerstgenoemde bouwplan omvatte 21 ambtenarenwoningen ontworpen door Willem Leliman en kwam waarschijnlijk tussen 1912 en 1914 tot stand. In Amsterdam-Noord bouwde de KNSM in de periode 1918-1921 twee bouwblokken met 95 woningen aan de Kievitstraat, Koekoekstraat, Koekoeksplein, Meeuwenlaan en Wielewaalstraat. Ook deze woningen in traditionele bouwstijl zijn ontworpen door Willem Leliman. Ze zijn beschermd als gemeentelijk monument.

### Kunst, gedenktekens
Ter gelegenheid van het 100-jarig bestaan van de KNSM werd door het personeel aan de directie een beeldengroep en fontein geschonken: Amphitrite, gemaakt door Albert Termote. In 1956 werd dit kunstwerk op het terrein van de KNSM geplaatst, maar het werd in 1981 verwijderd vanwege de onveiligheid op het grotendeels verlaten eiland. Het kunstwerk raakte in de vergetelheid, tot het in de jaren 1990 werd herplaatst in het Oosterdok, nabij het Nederlands Scheepvaartmuseum. Op 16 mei 2009 keerde het terug naar het KNSM-eiland, tegenover Loods 6, dicht bij de plaats waar het oorspronkelijk stond. Het stelt de zeegodin Amphitrite en haar zoon Triton voor, verwijzend naar de namen van talloze KNSM-schepen, die ontleend zijn aan de Griekse of Romeinse mythologie. Het beeld staat tevens symbool voor de saamhorigheid binnen de 'KNSM-familie', zoals die meer dan een eeuw gevoeld werd door duizenden Amsterdammers.
Het interieur van Loods 6 bevat diverse kunstwerken die naar de KNSM of de scheepvaart in het algemeen verwijzen. Zo is er in de Kompaszaal een muurschildering van Cuno van den Steene, waarop een vrouw en zes kinderen zijn afgebeeld, die in het water spelen. Mogelijk is het een allegorische voorstelling van de destijds zes eilanden van de Nederlandse Antillen in de Caraïbische Zee, een populaire bestemming van de KNSM. De tegenoverliggende muur bevat een gegraveerd raam van Lex Horn met gestileerde beelden van de scheepvaart. In de benedenzaal bevinden zich bij de trappen twee mozaïeken in grijstinten van Dick ten Hoedt uit 1960. Het ene mozaïek toont een gezin van vader, moeder en twee kinderen, die plannen maken om te emigreren. Het andere toont een jonge vrouw en een man, die op de kade afscheid nemen.
In het portaal van de ontvangstruimte onder de Kompaszaal bevinden zich twee oorlogsherinneringsmonumenten in de vorm van plaquettes. Het ene toont een reliëf van een liggende mannelijke figuur omgeven door water met daaronder een tekst. Ernaast en eronder zijn vijf natuurstenen platen bevestigd met een alfabetische lijst van 247 namen van omgekomen zeelieden. Het monument dateert uit 1947 en is gemaakt door Pieter Starreveld, oorspronkelijk voor het Scheepvaarthuis. In 2005 werd het overgebracht naar de huidige locatie, samen met een tweede herinneringsteken uit 1995, aangeboden door de Kroonvaarders. Dit betreft een ingelijst gedicht van Arne Zuidhoek met een tekst die eveneens de 247 omgekomen personen en de 48 door oorlogsgeweld verloren gegane schepen herdenkt.

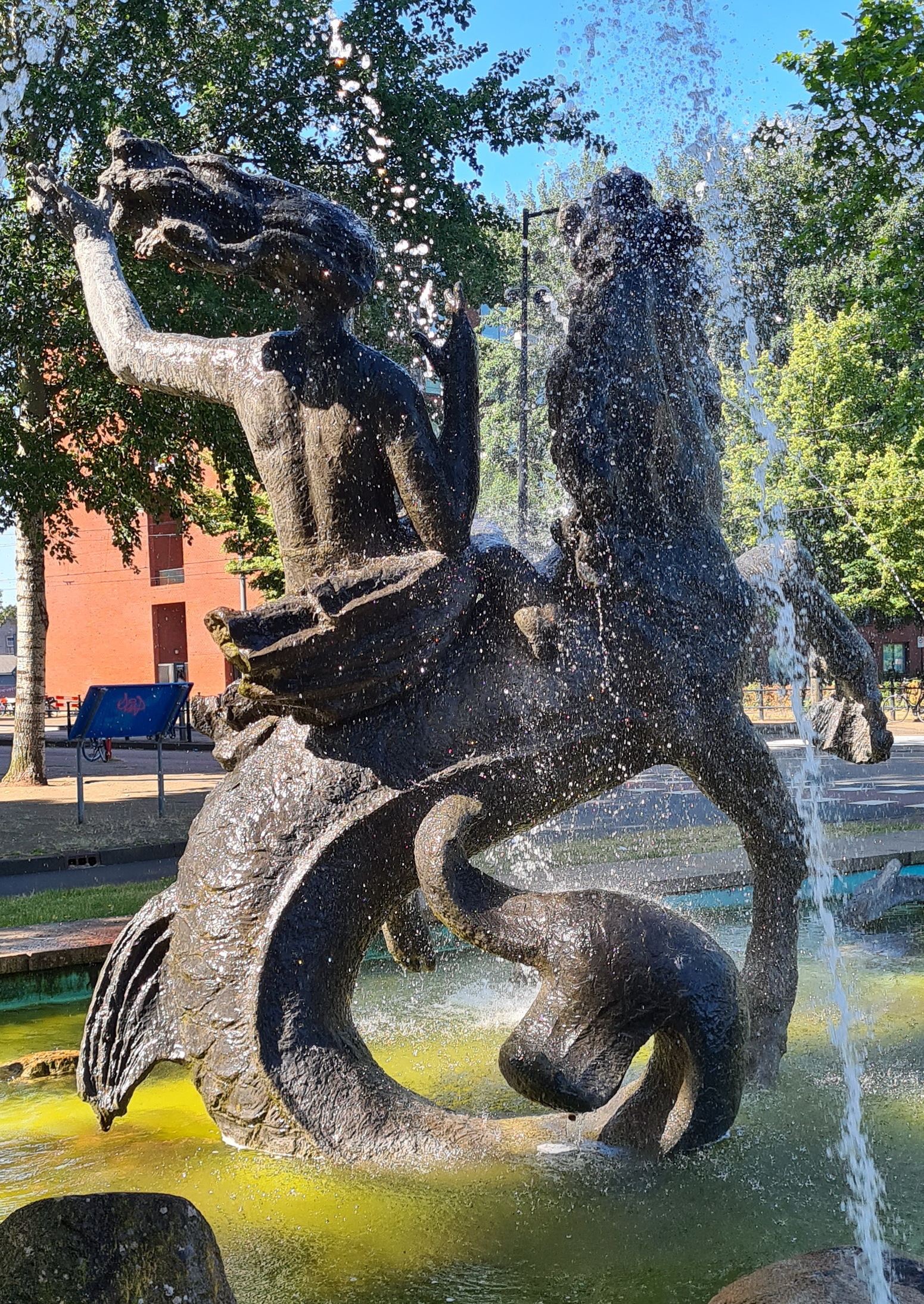
Amphitrite (detail)
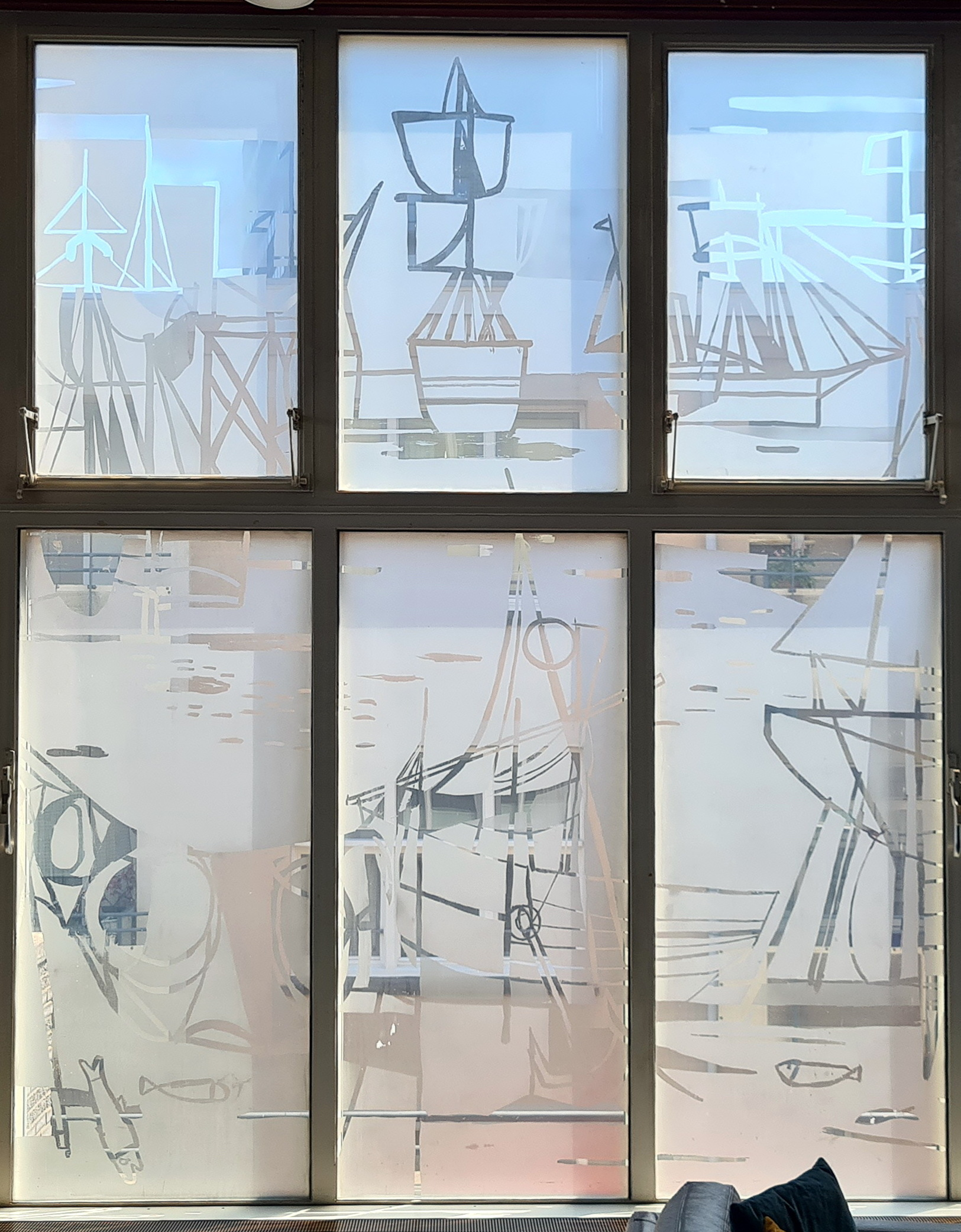
Kompaszaal: gegraveerd raam
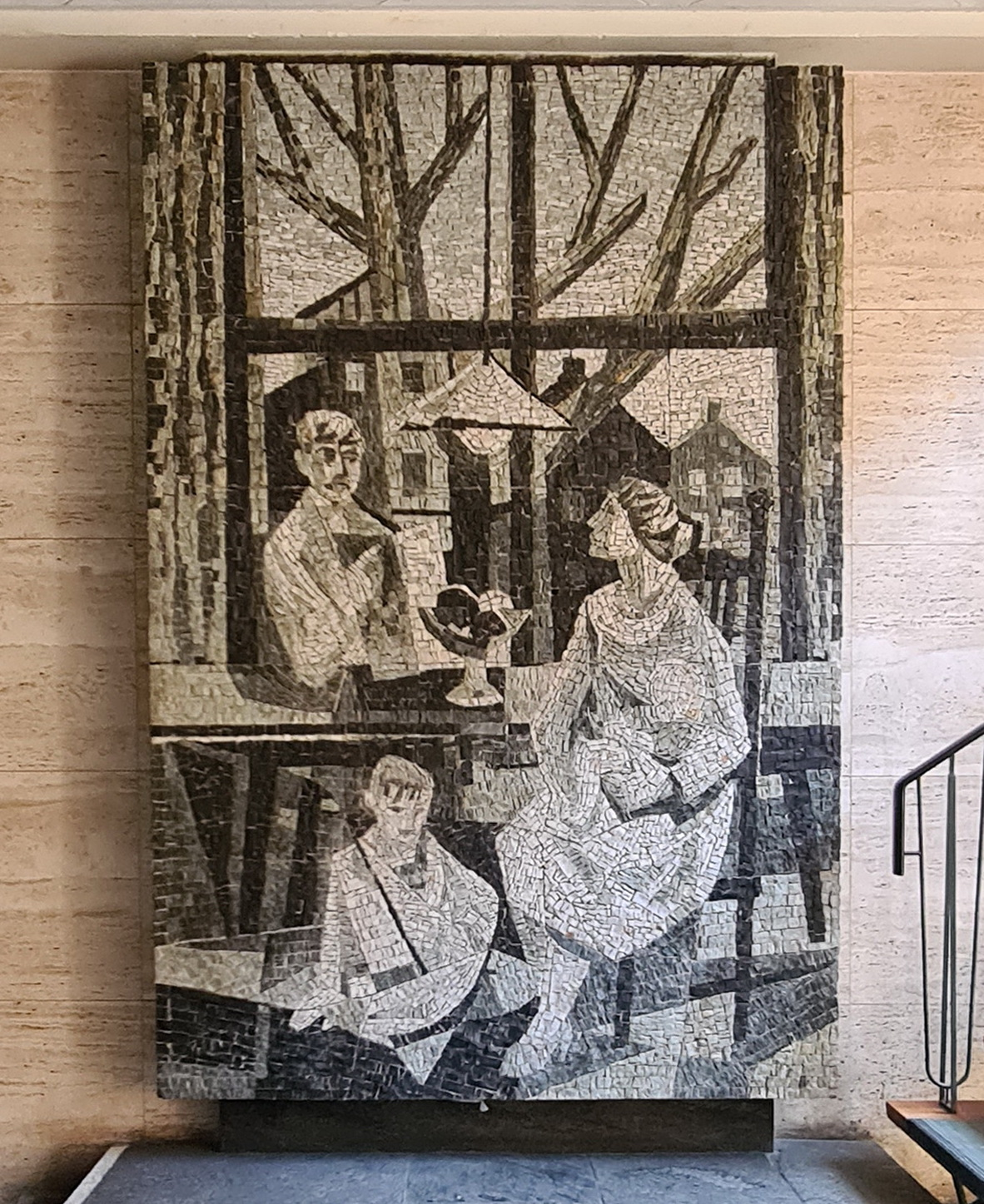
Loods 6: mozaïek 'emigratie'
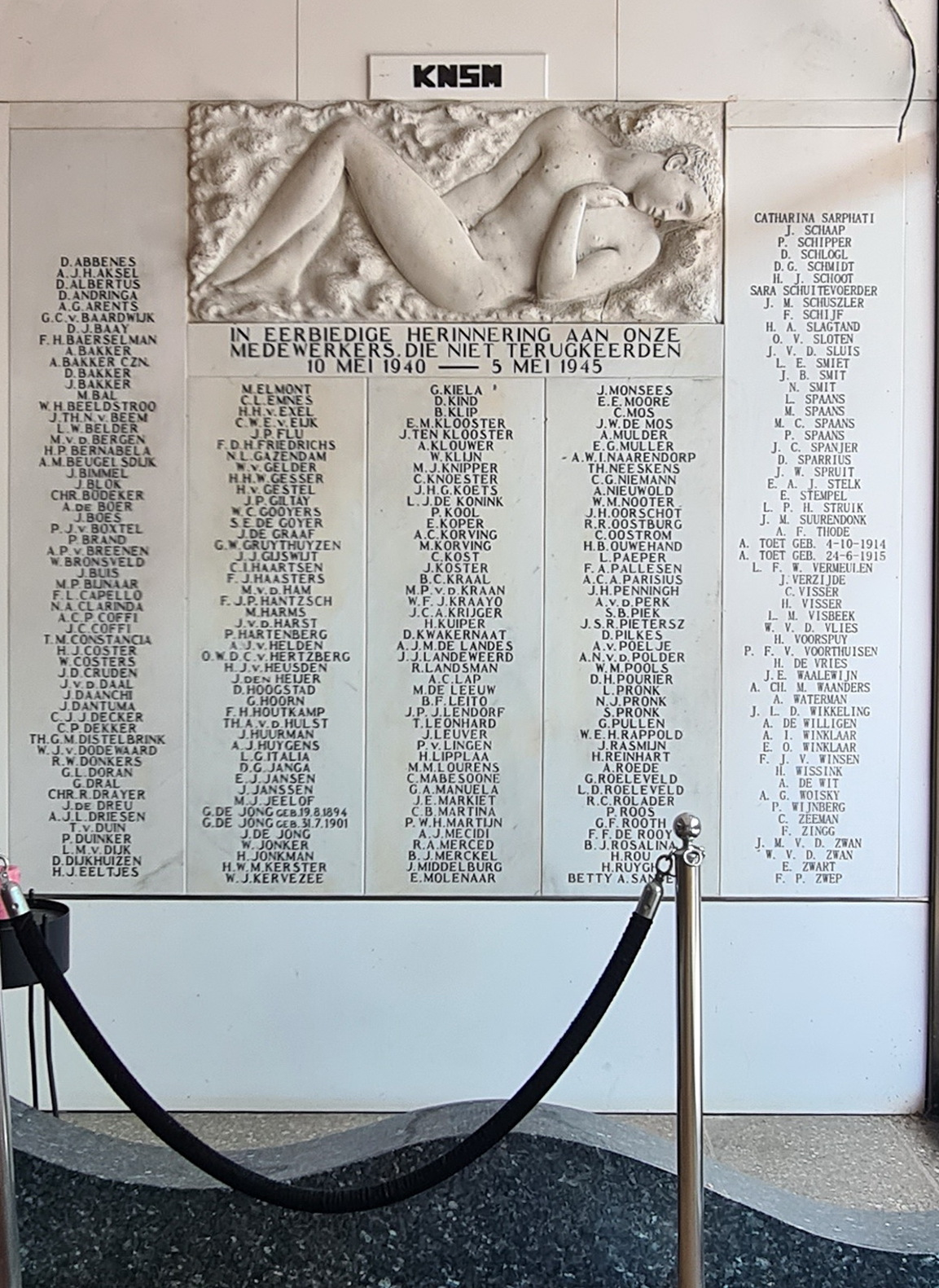
Loods 6: herdenkingsplaquette

### Schepen
In de loop van 125 jaar hebben honderden schepen voor de KNSM gevaren. Het is niet duidelijk of er nog KNSM-schepen bestaan, hetzij onder hun oorspronkelijke naam, hetzij onder een nieuwe naam. Als dat wel zo is kunnen die met vrij grote zekerheid tot het varend erfgoed worden gerekend. Een deel van de schepen is redelijk tot goed gedocumenteerd door middel van schilderijen, tekeningen, foto's en beschrijvingen.

### Overig erfgoed

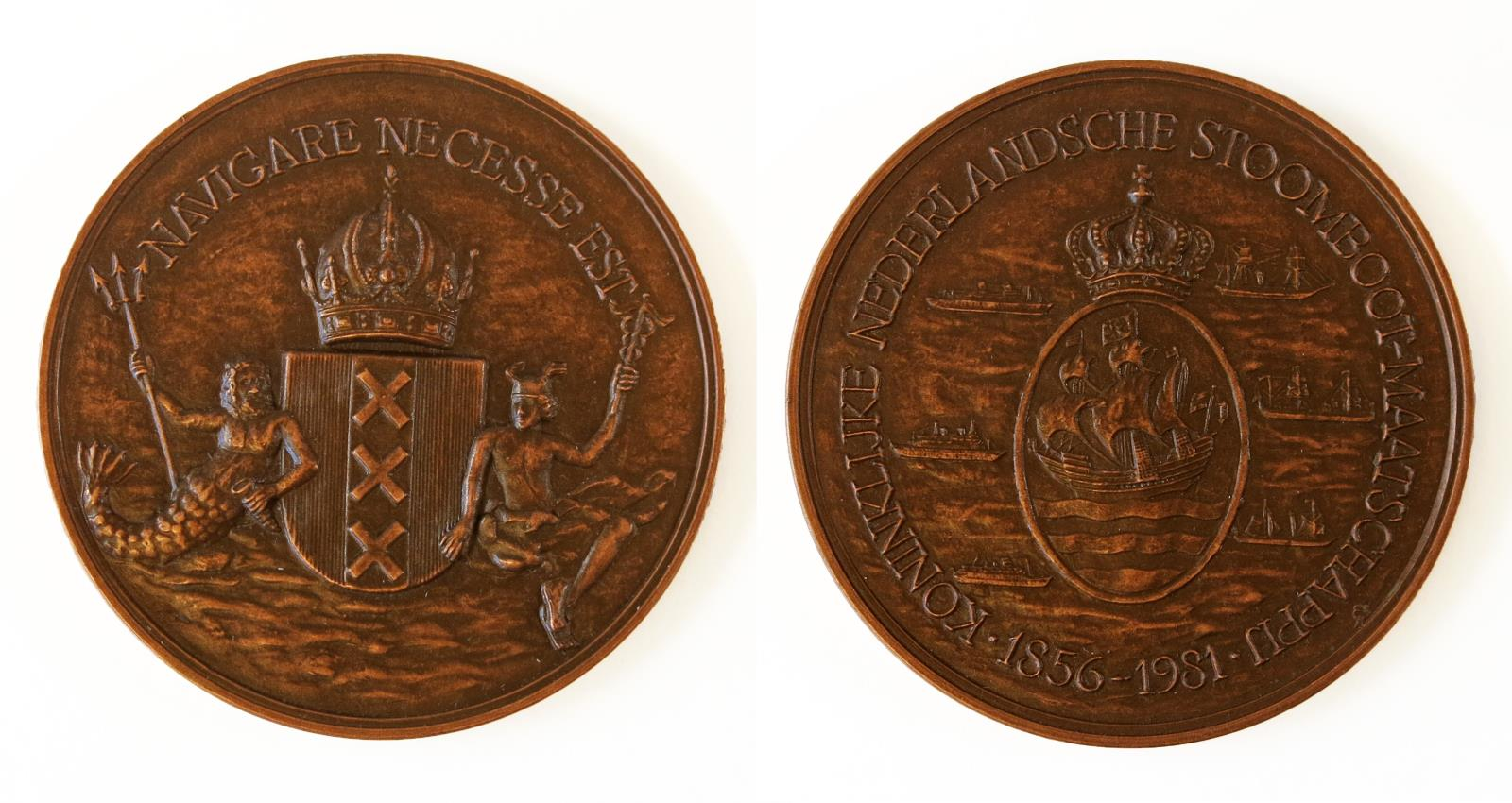
Herdenkingsmunten 125-jarig bestaan, 1981

- Op de Surinamekade, de noordkade op het KNSM-eiland, staat nog een oude havenkraan die door de KNSM werd gebruikt, kraan 2868. In feite is het hele eiland met zijn gebouwen, kades en meerpalen een herinnering aan de verdwenen rederij. Ook het Mien Ruysplantsoen is in opdracht van de KNSM tot stand gekomen. Daarnaast is de naam van de maatschappij voorgoed verbonden aan die van het eiland en de hoofdstraat, de KNSM-laan.[noot 12]
- Het Scheepvaartmuseum in Amsterdam en het Zee- en Havenmuseum in IJmuiden bezitten veel schilderijen, tekeningen en foto's van schepen, boegbeelden en -schilden, scheepsmodellen, uniformen en ander materiaal met betrekking tot de KNSM.[47] Ook andere musea bezitten KNSM-memorabilia.
- Het voormalig personeel van de KNSM is verenigd in de Kroonvaarders, een vereniging die nog lang na de opheffing van het bedrijf actief is gebleven. Door toedoen van de Kroonvaarders bleef het kunstwerk Amphitrite bewaard en werd tot tweemaal toe herplaatst. Het personeelsblad De Kroonvlag is in diverse bibliotheken en archieven in te zien.
- Het archief van de KNSM en dochtermaatschappijen is in 2011 door de toenmalige eigenaar, de Deense rederij Maersk, geschonken aan het Stadsarchief Amsterdam. Het bewerkte archief, uitgebreid met diverse andere schenkingen, heeft een omvang van 61 meter (toegangsnummer: 30565).[48]

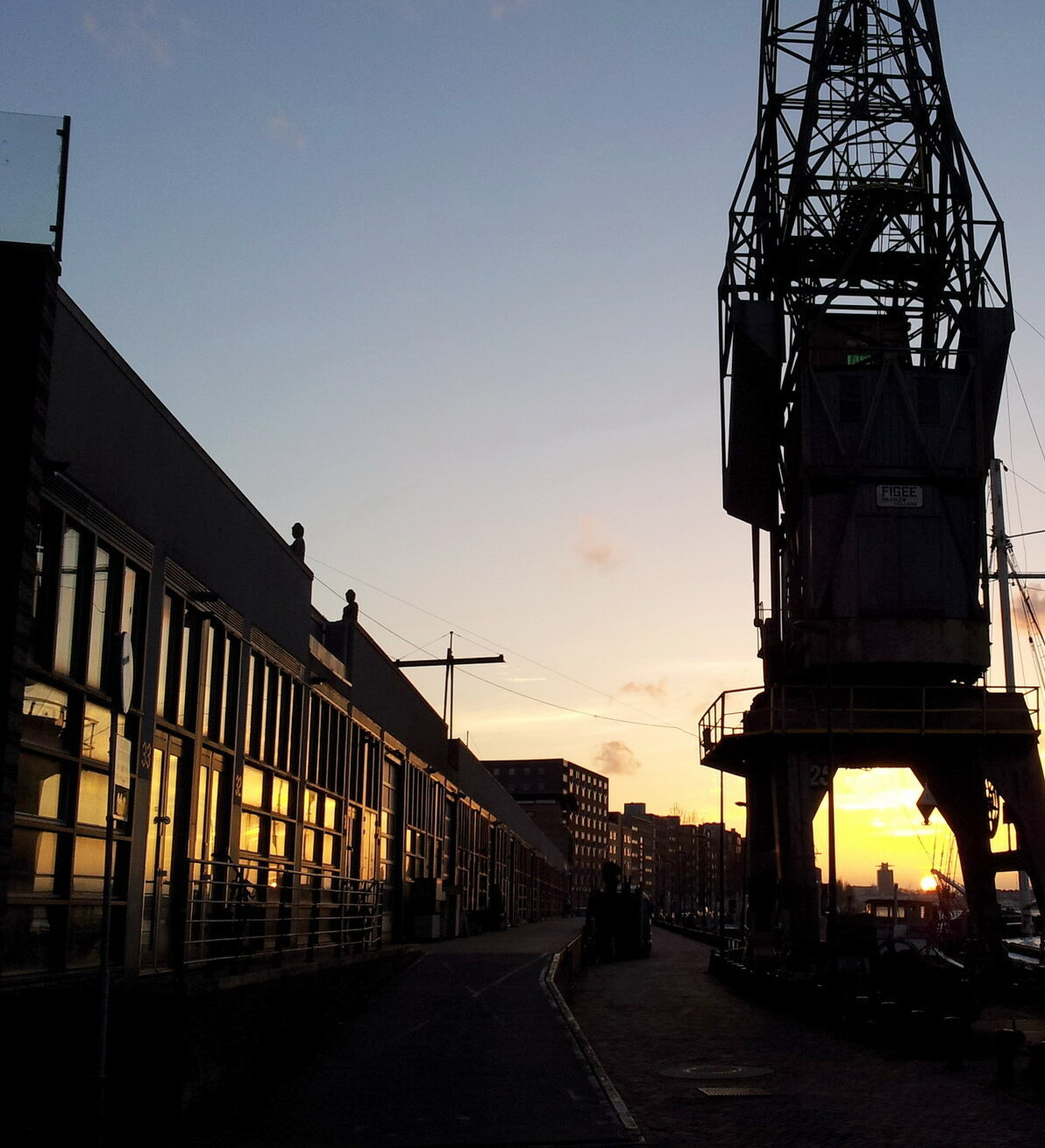
Loods 6 en kraan 2868
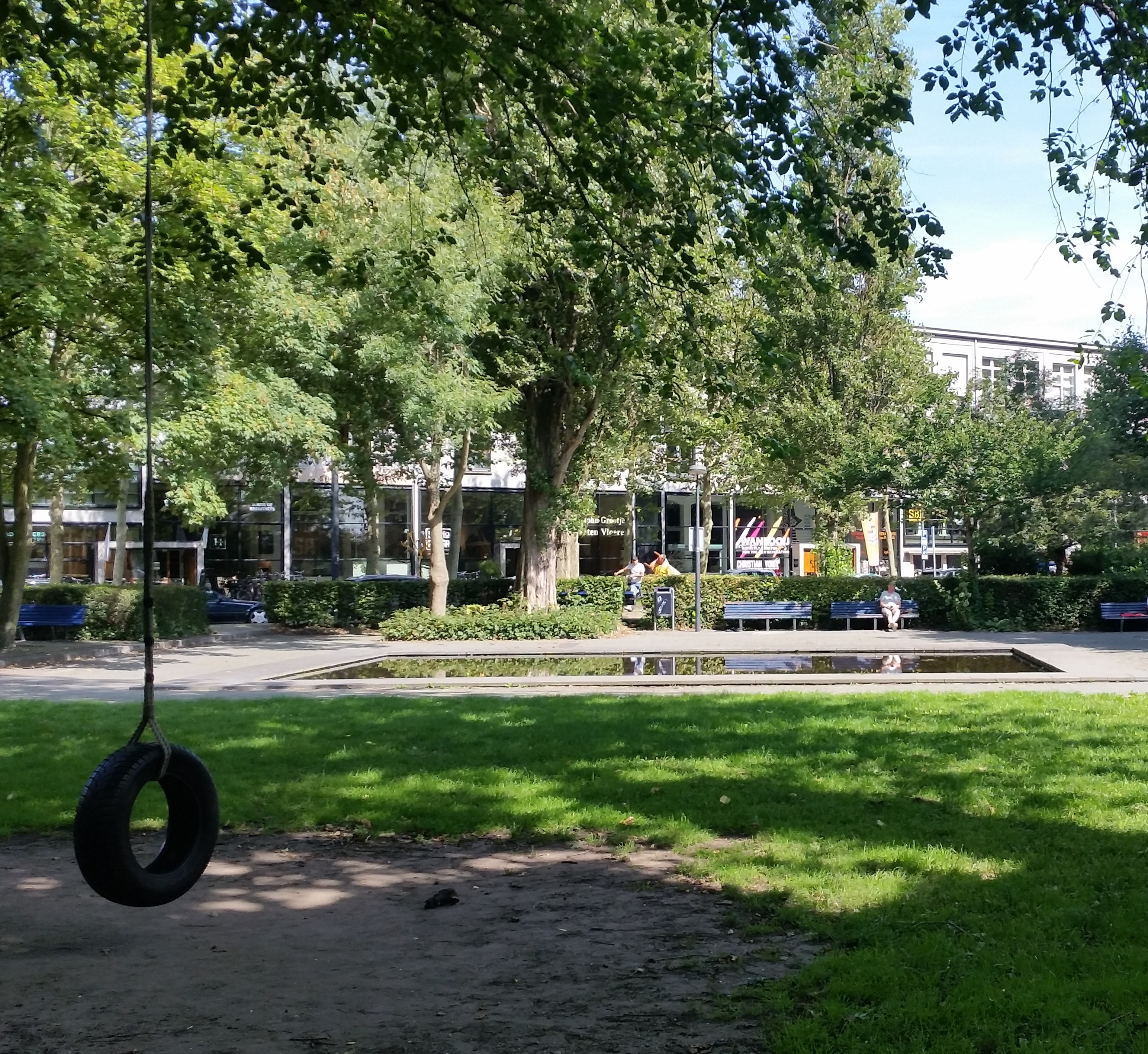
Mien Ruysplantsoen
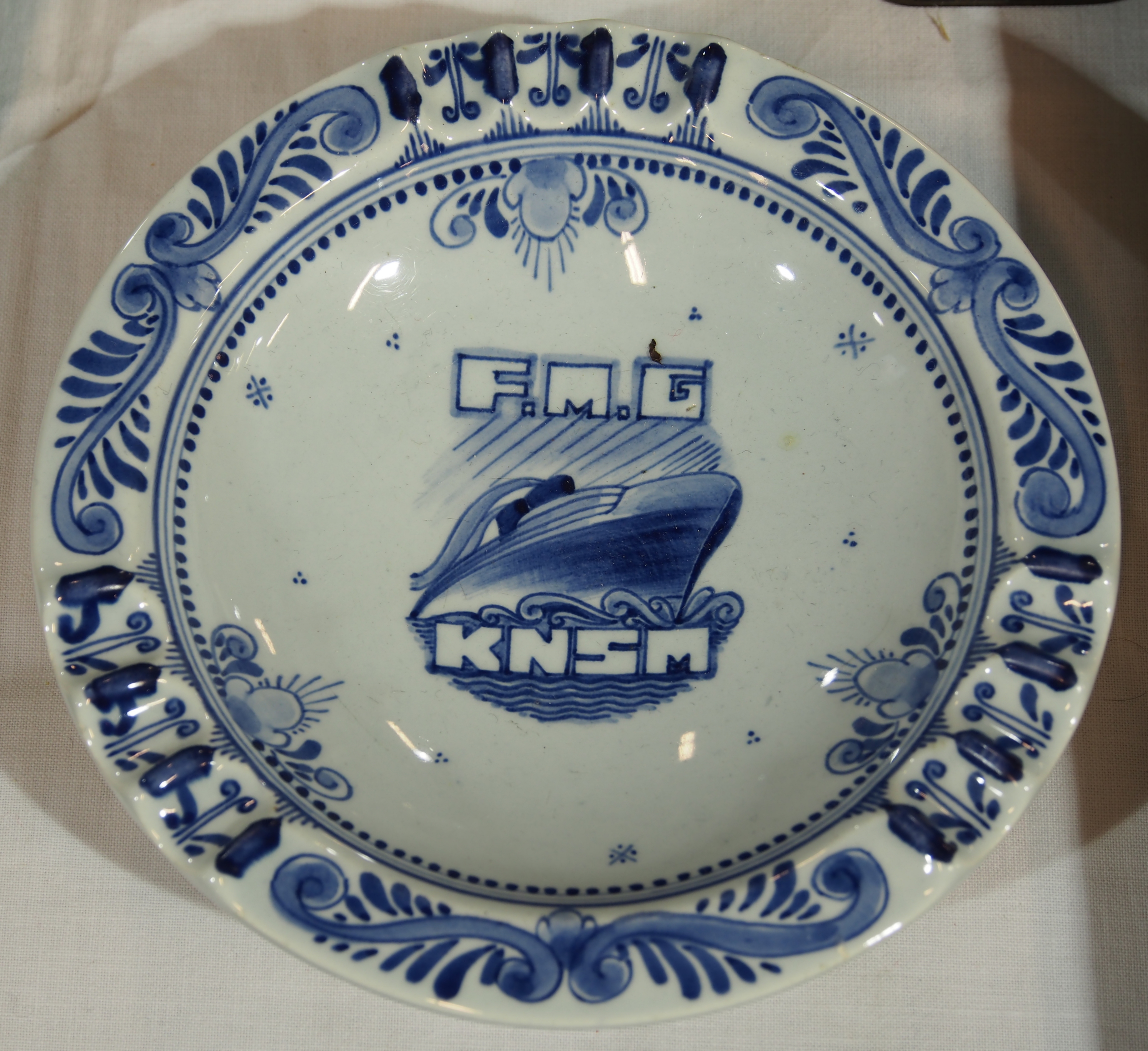
Asbak FMG & KNSM (joint-venture), 1951?
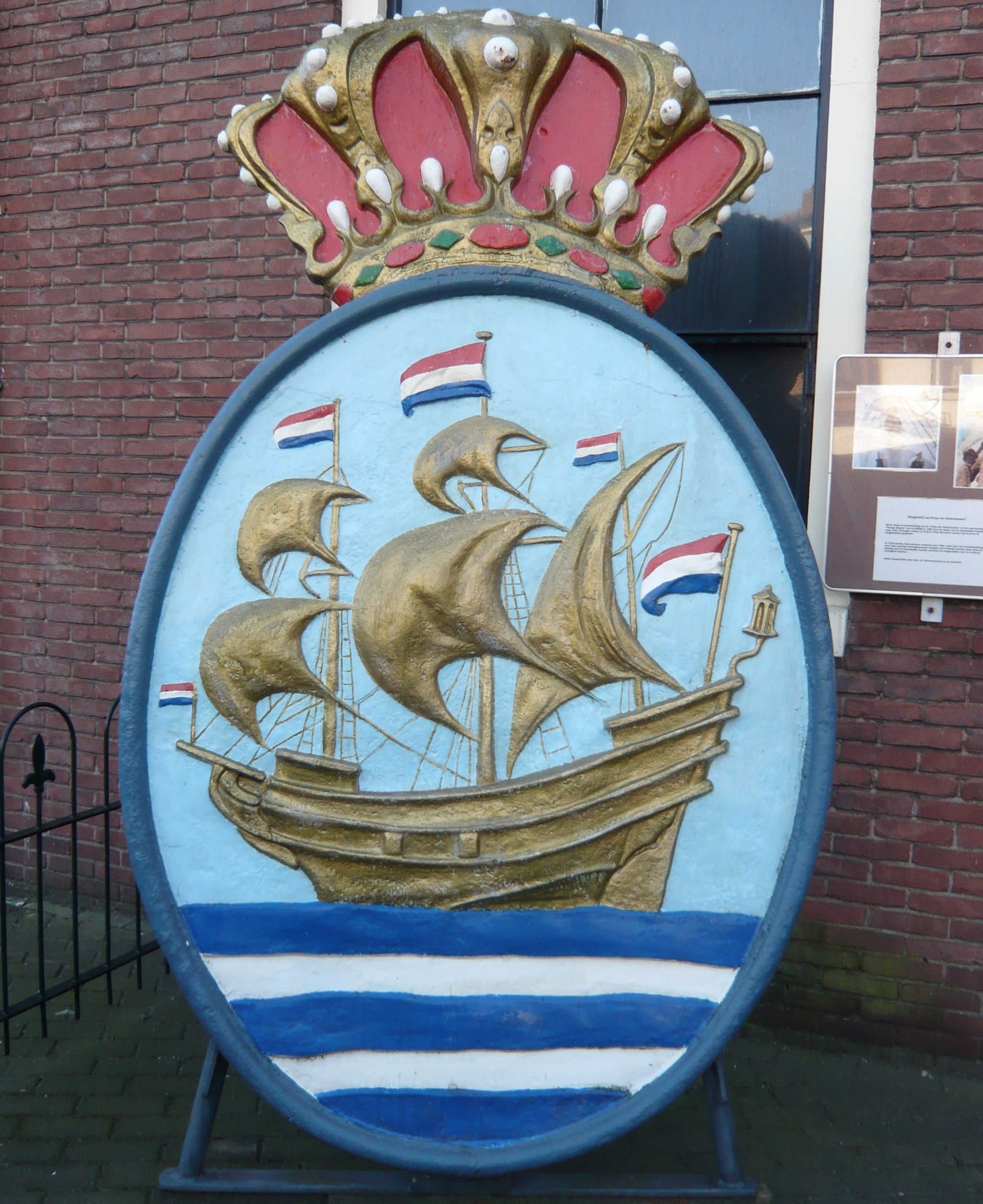
Boegschild Prins der Nederlanden (1957)